# Arzaškun
Arzaškun bzw. Arzaschkun (in Publikationen auch falsch Arzaskun; urartäisch Arsis-sa, assyrisch Arzaškun, Arṣaškun) war zugleich Name der früheren Königsstadt und der Provinz in Nairi, etwa 150 Kilometer nordwestlich vom Vansee. König Arama von Arzaškun führte, wie zeitgleich auch andere Könige in dieser Region, den Titel König von Nairi. Die Stadt war von einer zweifachen Mauer mit integrierten Wachtürmen umgeben.
Salmanassar III. zerstörte die Stadt in seinem dritten Regierungsjahr im Rahmen eines Feldzuges gegen Ahuni von Til Barsip im Jahr 856 v. Chr. Arama flüchtete in das nahe liegende Gebirge. Ein Wiederaufbau erfolgte nicht. Außer Arzaškun griff Salmanasser nach seinem Bericht auf dem schwarzen Obelisken auf diesem Feldzug auch Alzi, Suhni, Daiaeni, Tumme, Gilzânu und Hubuškia an.
Sarduri I. erbaute nach Gründung des Staates Urartu die Königsstadt Tušpa am Van-See.
Die Lage von Arzaškun ist umstritten. Manche Historiker identifizieren die Ruinen westlich von Malazgirt mit Ardzik der armenischen Geschichte, nahe dem Arsanias-Fluss in der heutigen türkischen Provinz Muş, während andere Forscher sie am Urmiasee vermuten. Weil die Kurhk-Stele Musasir unter den Eroberungen von Salmanasser III. in Urartu aufführt, während alle anderen Inschriften von Salmanassar III. an dieser Stelle Arzaškun an der Stelle von Musasir erwähnen, hält Miroslav Salvini es für möglich, dass Arzaškun deutlich weiter im Süden lag, als gemeinhin angenommen.